# El enigma del deseo
El enigma del deseo es un famoso cuadro del pintor español Salvador Dalí realizado en 1929. Está hecho mediante la técnica del óleo sobre lienzo, es de estilo surrealista y sus medidas son 110 x 150 cm. Se conserva en Múnich, en la Staatsgalerie Moderner Kunst, la antigua Colección Oskar R. Schlag.
Fue pintado en Figueras, después del verano, en el taller de sastrería de la tía de Dalí, que era usado como estudio por el artista. 
Este cuadro fue uno de los escasos homenajes que Dalí dedicó a su madre, a la que nunca llegó a pintar en un cuadro. En el Sagrado Corazón, otra obra suya de 1929, el pintor también hace referencia a su madre. En el cuadro está escrita la frase: "A veces escupo por gusto sobre el retrato de mi madre", lo que escandalizó tanto a su padre que lo echó de casa.
Dalí realizó un dibujo a pluma como estudio preparatorio para la obra que fue comprado junto con el Juego lúgubre por el vizconde de Noailles en la primera exposición del pintor en la galería Goemans.

## Descripción
En el cuadro aparece un paisaje desértico y extenso que se parece al gran llano de Ampurdán, el lugar de la casa donde Dalí pasó su niñez en Figueras. En el centro hay una enorme roca amarilla en forma de ala con dos agujeros grandes y numerosas cavidades pequeñas. En muchas de las aberturas está escrita la palabra "ma mère" ("mi madre" en francés). Este cuadro, mediante símbolos, no sólo hace referencia a su madre sino también a Gala mediante el león con las fauces abiertas que aparece en el extremo derecho superior del cuadro. El león aparece también en otras pinturas de Dalí como El gran masturbador, siempre anunciando un mensaje erótico y libido.
En un extremo de la roca aparece una cabeza de perfil con un enorme párpado cerrado que aparece constantemente en otros cuadros surrealistas de Dalí como El gran masturbador y La persistencia de la memoria. 
Otras de las obsesiones del artista que aparecen en el cuadro, y que se congregan a la izquierda son: el pez, el saltamontes, la mano que sostiene el cuchillo y la cabeza de mujer de largos cabellos.